# ثوم فاينبرغي
الثوم الفاينبرغي (باللاتينية: Allium feinbergii) نوع نباتي عشبي يتبع جنس الثوم من الفصيلة الثومية. سمي نسبة إلى عالم النبات فاينبرغ.

## الموئل والانتشار
ينتشر في بلاد الشام.